# Diaphus suborbitalis
Diaphus suborbitalis és una espècie de peix de la família dels mictòfids i de l'ordre dels mictofiformes.

## Morfologia
- Els mascles poden assolir 6,9 cm de longitud total.[4][5]

## Depredadors
A les Filipines és depredat per Lagenodelphis hosei i Stenella longirostris.

## Hàbitat
És un peix marí i d'aigües profundes que viu fins als 1.000 m de fondària.

## Distribució geogràfica
Es troba al Mar de la Xina Meridional i al mar de la Xina Oriental.